# Университет Чендравасих
Университет Чендравасих (индон. Universitas Cenderawasih) — университет в городе Джаяпура, провинции Папуа, Индонезии. Университет считается одним из ведущих высших учебных заведений в провинции. Университет известен протестной активностью студентов, часто заканчивающейся жесткими стычками с властями.
В университете есть факультеты экономики, права, педагогических и образовательных, медицинских, технических, и социально-политические науки. До 2002 года университет имел факультет сельскохозяйственных наук в Маноквари, который затем был отделен, чтобы сформировать Университет Негери Папуа. Университет разделен на две зоны: основной старый кампус (Kampus lama), который находится в Абепуре, пригороде Джаяпуры и новый кампус (Kampus baru), который находится долине Ваена.

## Внешние ссылки
- Universitas Negeri Papua  (индон.)